# 人參敗毒散
人參敗毒散是一種解表藥散，因有十種藥材而亦稱十味湯。本藥主治外表風寒。

## 製法及服法
人參一兩、羌活一兩、獨活一兩、柴胡一兩、前胡一兩、川芎一兩、枳殼一兩、桔梗一兩、茯苓一兩、甘草五錢
每次服一兩，把以上藥材用兩鐘水煲，直至剩下一鐘水為止。

## 功效
本藥能抗炎，解熱，鎮痛，護肝，改善感冒和熱氣問題。

## 另見
- 方劑列表